# Commandos 3: Destination Berlin
Commandos 3: Destination Berlin è il quarto episodio della serie di strategici in tempo reale Commandos, serie creata da Pyro Studios e pubblicata da Eidos Interactive. Si tratta dell'ultimo capitolo della serie dotato della tradizionale visuale dall'alto in terza persona.
La versione macOS è stata pubblicata nel maggio 2005 da Feral Interactive insieme a Commandos 2: Men of Courage, parte del Commandos Battle Pack.

## Modalità di gioco
Il gioco si ripresenta nella stessa formula dei predecessori, con visuale dall'alto e sfondi bidimensionali pre-renderizzati, mentre i modelli poligonali e tridimensionali dei personaggi hanno subito un notevole miglioramento dal predecedente titolo.
Il gameplay non si discosta molto dai precedenti, privilegiando uno stile di gioco improntato alla furtività. Una modifica rispetto al precedente capitolo riguarda la visuale dei nemici, ora divisa sempre e comunque in due zone, (anche nei livelli notturni, dove precedentemente veniva suddivisa in tre): la prima (più vicina al nemico e di colore verde scuro) indica che se uno dei nostri Commando vi si trova dentro, in qualunque posizione verrà notato e attaccato, mentre la seconda (più lontana dal nemico e di colore verde chiaro) sta ad indicare che i nostri uomini verranno notati soltanto se si trovano in posizione eretta, mentre passeranno inosservati se strisceranno ventre a terra.
Per quanto riguarda i corpi dei propri commilitoni (cadaveri e non), i soldati nazisti li avvisteranno anche nel cono di visuale più lontano, e il colore dello stesso passerà da verde a rosso, per simboleggiare lo stato di allerta (per ritornare alla normalità è sufficiente attendere qualche secondo senza essere nel frattempo scoperti). Lo stesso discorso vale anche per oggetti quali il pacchetto di sigarette, che tuttavia non metterà i militari in allarme ma li attirerà nel punto verso il quale è stato lanciato, permettendo così uno svariato numero di strategie per eliminare il nemico mantenendo un basso profilo. Comunque sia, un approccio più diretto e meno silenzioso non è sfavorito, specialmente in alcune missioni dove si renderà praticamente necessario.
La campagna principale è divisa in tre parti: Europa centrale, Normandia e Stalingrado, ognuna delle quali è a sua volta suddivisa in diverse missioni, le tre parti possono essere giocate nell'ordine che si preferisce ed è inoltre presente anche un tutorial composto da due missioni per familiarizzare con le nuove caratteristiche dei Commando: la prima vede impegnati Berretto Verde, Cecchino e Geniere nel neutralizzare un avamposto nemico e far esplodere il carro armato lì presente, mentre la seconda si focalizza sull'incursione di Ladro e Spia nell'ambasciata tedesca a Londra per rubare dei documenti riservati.

## Ambientazione
Come tutti i titoli della saga, anche Commandos 3 è ambientato nel periodo della seconda guerra mondiale, in cui vedremo i nostri Commando schierati a favore degli Alleati per contrastare le truppe della Germania nazista.
Tutti e tre gli scenari delle varie missioni sono stati realmente teatro di svariate battaglie durante il conflitto, in particolar modo la terza ed ultima missione della Normandia: "Assalta la spiaggia" ripercorre gli eventi dell'operazione Neptune.

## Personaggi
In Commandos 3 i personaggi di gioco non sono specializzati come nei precedenti: ad esempio, il Berretto Verde ora può usare anche le granate, questo rende le missioni meno lineari, dato che occorre un minor numero di volte l'utilizzo obbligato di uno specifico personaggio in determinate situazioni. Inoltre ogni Commando ha il proprio inventario, dove possono essere raccolti oggetti sottraibili ai cadaveri nemici (nel caso del Ladro si potrà anche effettuare un borseggio quando il nemico è ancora in vita). Il personaggio del Pilota è stato eliminato, e alcune delle sue caratteristiche sono confluite nel Geniere. Il Ladro (detto Incursore in alcuni manuali) ora ha un'arma letale standard che prima mancava, ossia la corda di pianoforte. La Spia è inoltre l'unico personaggio che può indossare una divisa nazista a distanza ravvicinata senza essere scoperto, tuttavia l'uniforme indossata dovrà essere di grado almeno pari a chi ci sta osservando. Vestendo i panni di un grado inferiore si verrà identificati in ogni caso, eccezion fatta per gli Ufficiali, che identificheranno la Spia anche nel momento in cui indossa una divisa pari alla loro.
Tutti gli altri Commando possono indossare esclusivamente l'uniforme da Soldato, ciò permette loro di potersi muovere in posizione eretta nella zona di visuale nemica colore verde chiara, venendo comunque avvistati se ci si trova in corrispondenza del cono verde scuro. La divisa non è "infinita" come quando la utilizza la Spia, ma nel tempo si consumerà fino a essere rimossa.
La lista dei gradi (dal più basso al più alto) è riportata di seguito:
- Soldato semplice (include anche cecchini e operai)
- Soldato d'elite (differente dal soldato semplice esclusivamente per il colore della divisa)
- Sottoufficiale
- Ufficiale
- Agenti Gestapo e SS

Bisogna però precisare che le divise di Gestapo e SS non sono ottenibili in alcun modo, figurando nell'inventario sempre e comunque come una divisa da soldato, sottoufficiale o ufficiale.
Di seguito la lista di tutti i personaggi giocabili:
- Berretto Verde Jack O'Hara (Butcher): Il più forte fisicamente dei Commando, può spostare oggetti pesanti (come le casse) ed è dotato di una grande resistenza ai proiettili nemici. La sua specialità è il coltello.
- Cecchino Sir Francis T. Woolridge (Duke): il tiratore scelto, abile nel colpire dalla distanza con il suo fucile di precisione.
- Sommozzatore James Blackwood (Fins): l'esperto Marò del gruppo, può immergersi sott'acqua grazie alla sua attrezzatura, è specializzato in coltelli da lancio e arpioni.
- Geniere Thomas Hancock (Fireman): capace nel maneggiare qualsiasi tipo di esplosivo (incluse Molotov e granate a gas), in grado inoltre di guidare camion e altri mezzi.
- Spia Rene Duchamp (Frenchy): di origine Francese, maestro nel camuffarsi sottraendo la divisa dai nemici caduti, è l'unico personaggio in grado di parlare tedesco e per questo può distrarre i nazisti instaurando una conversazione con loro. La sua arma predilietta è la siringa contenente veleno.
- Ladro Paul Toledo (Lupin): il personaggio più esile e veloce del gruppo, capace di rubare oggetti dalle tasche dei nemici, può aprire porte chiuse a chiave mediante il grimaldello, arrampicarsi sui muri degli edifici ed attraversare finestre aperte. Utilizza principalmente la corda di pianoforte, ma lo si può vedere trasportare anche del cibo per cani avvelenato da usare contro i Doberman nazisti.
- Fante: Personaggio di supporto presente solo in alcune missioni e in più d'una sola unità. Ci sono varie tipologie di fante, ognuna caratterizzata da un'arma prediletta, ma la caratteristica comune a tutte è quella di non esaurire mai le munizioni. Contrariamente agli altri Commando, se egli dovesse morire la missione non sarà considerata fallita ma proseguirà normalmente. Le varie categorie si distinguono in: 
  - Soldato con pistola: equipaggiato con una pistola mitragliatrice.
  - Mitragliere: equipaggiato con un fucile mitragliatore.
  - Paracadutista: equipaggiato con un fucile d'assalto.
  - Fuciliere: equipaggiato con un fucile.
  - Granatiere: equipaggiato con pistola mitragliatrice e granate.
  - Soldato con bazooka: equipaggiato con pistola mitragliatrice e bazooka.